# Bellmont (Illinois)
Pour les articles homonymes, voir Bellmont.
Bellmont est un village situé à l'ouest du comté de Wabash dans l'Illinois, aux États-Unis,. Le village est incorporé le 17 juillet 1894.

## Démographie
Lors du recensement de 2010, le village comptait une population de 276 habitants. Elle est estimée, en 2016, à 269 habitants.

### Source de la traduction
- (en) Cet article est partiellement ou en totalité issu de l’article de Wikipédia en anglais intitulé « Bellmont, Illinois » (voir la liste des auteurs).